# Onderlangs
Onderlangs is een park en een straat in het centrum van de Nederlandse stad Arnhem, aan de oever van de Rijn. Het park ligt gedeeltelijk tegen een stuwwal. De naam verwijst naar de gelijknamige straat die onderlangs loopt, in tegenstelling tot de Utrechtsestraat die over de stuwwal loopt en vroeger bovenover werd genoemd.
Het Museum voor Moderne Kunst Arnhem en de ArtEZ Academie voor beeldende kunsten Arnhem liggen in dit park.

## Geschiedenis
Door afslag van de noordelijke oever, veroorzaakt door de aanleg van kribben op de zuidelijke, moest Onderlangs in 1778 weer worden opgehoogd. De kribben op de zuidoever waren in 1699 weggehaald waarna de oevers met rijshout bedekt waren. 
In 1838 werd Onderlangs van kribben voorzien en verder opgehoogd. Een tramspoorweg werd in 1884 aangelegd. Begin van de twintigste eeuw volgde er een dam langs de Rijn waarna een weg werd aangelegd.
Op 7 mei 2016 was Onderlangs de officiële startplaats voor de tweede etappe van de Giro d'Italia in Gelderland.

## Flora en fauna
Er staan eiken in het park die dateren uit 1838. Daarnaast staan er onder meer kastanjes en essen. De grotere fauna bestaat voornamelijk uit vogels, zoals de holenduif, de mees en de merel.
Park Angerenstein · Bronbeek · Gulden Bodem · Hoogte 80 · Immerloopark · Jubileumpark · Park Klarenbeek · Lichtenbeek en Boschveld · Mariëndaal · Stadsblokken-Meinerswijk · Moscowa · Onderlangs · Park Presikhaaf · Park Sonsbeek · Warnsborn · Westerheide · Park Westerveld · Park Zypendaal